# San Javier (Sonora)
San Javier é um município do estado de Sonora, no México.